# Mörttjärnen (Anundsjö socken, Ångermanland, 705458-159894)
Mörttjärnen är en sjö i Örnsköldsviks kommun i Ångermanland och ingår i Moälvens huvudavrinningsområde.